# Jüdisches Kinder- und Landschulheim Caputh

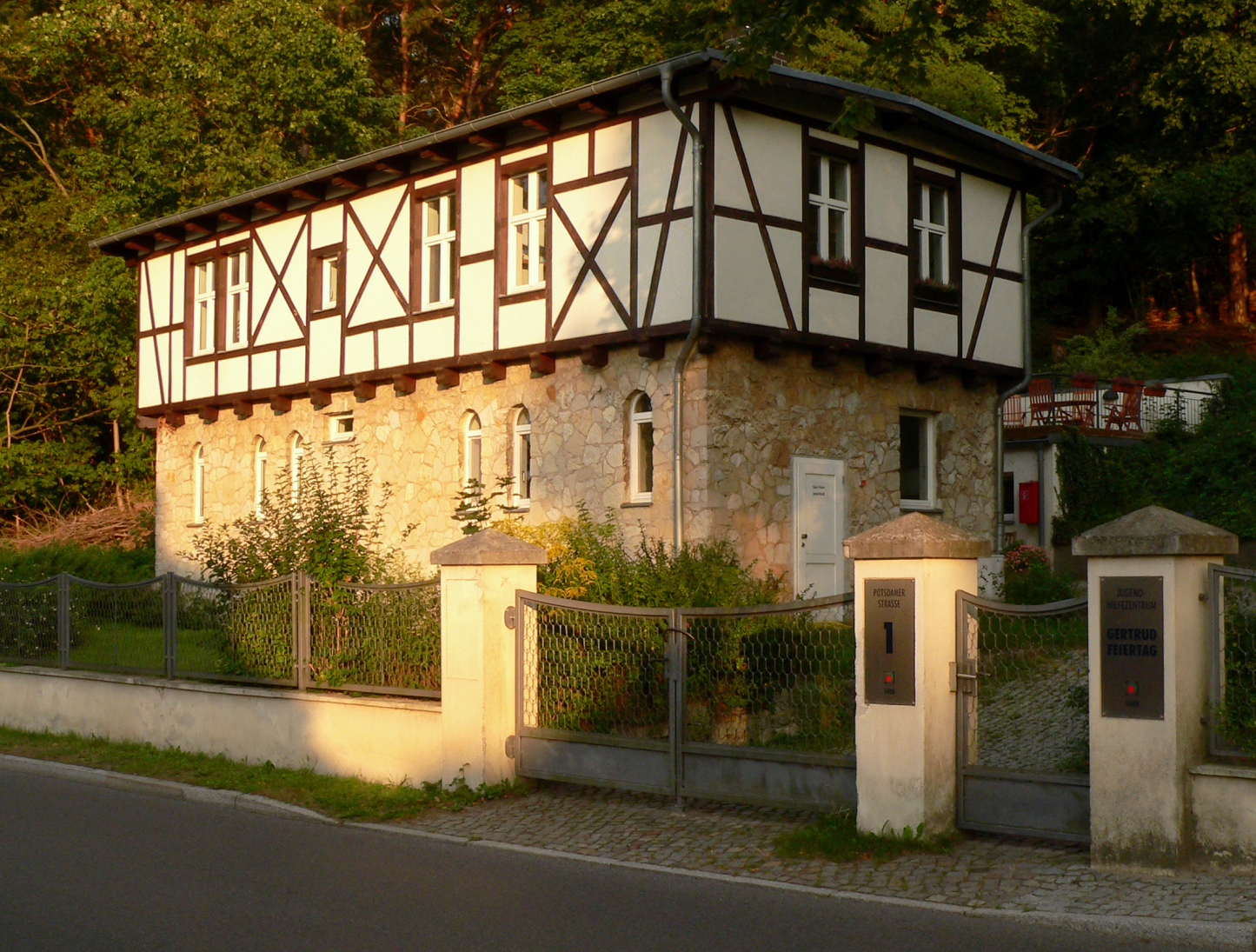
Eingang zum Jugendhilfezentrum Gertrud Feiertag in Caputh, früher Jüdisches Landschulheim Caputh

Das Jüdische Kinder- und Landschulheim Caputh geht zurück auf eine 1931 von der Sozialpädagogin Gertrud Feiertag gegründete reformpädagogische Einrichtung in Caputh (heute Teil der Gemeinde Schwielowsee) in Brandenburg, die von der Gründerin „sofort nach der Machtergreifung auf die generelle Aufnahme von jüdischen Kindern und Jugendlichen“ umgestellt wurde. Es war neben dem Jüdischen Landschulheim Herrlingen und dem Jüdischen Landschulheim Coburg eins der drei in den 1930er Jahren in Deutschland existierenden Jüdischen Landschulheime.

## Gründungsgeschichte
Die Geschichte des Landschulheims ist eng verbunden mit der jüdischen Erzieherin Gertrud Feiertag, die zuvor viele Jahre das Kinder-Erholungsheim der Zion-Loge U.O.B.B. auf Norderney geleitet hatte. In einem Bericht über ihre Arbeit dort hatte sie bereits 1926 den Wunsch geäußert, „die geleistete ‚Kurz- und Freizeitpädagogik‘ über die Sommersaison hinaus einmal in einer dauerhaften Einrichtung kontinuierlich fortsetzen zu können“. Diesen Wunsch erfüllte sie sich fünf Jahre später in Caputh.
Mit finanzieller Unterstützung ihres Bruders und dank einer kleinen Erbschaft hatte sie in der Potsdamer Straße 18 in Caputh (Lage) von einem Berliner Schokoladenfabrikanten dessen ehemaliges Wochenendhaus nebst Grundstück erwerben können. Haus und Grundstück boten beste Voraussetzungen für Gartenarbeit und Sport, zumal im Sommer auch der direkt gegenüberliegende Templiner See zum Baden einlud.
Der Potsdamer Regierung zeigte sie am 21. April 1931 die für Anfang Mai geplante Eröffnung eines Kinder-Landheimes zur Erziehung, Pflege und Erholung an und beantragte zugleich die Erlaubnis zur Durchführung des Schulunterrichts für die ins Heim aufzunehmenden Kinder. Zielgruppe waren damals Kinder mit gesundheitlichen oder erzieherischen Problemen, denen durch einen längeren Heimaufenthalt geholfen werden sollte. Der Pädagoge Joseph Walk spricht von einem Heim, das für Kinder aus zerrütteten Familien gegründet worden sei. Doch von Anfang an war diese Zielgruppe offensichtlich im jüdischen Milieu verortet, denn in dem schon erwähnten Schreiben vom 21. April 1931 schrieb Gertrud Feiertag: „Ohne damit eine konfessionelle Abgrenzung vornehmen zu wollen, soll das Kinderheim in erster Reihe zur Aufnahme jüdischer Kinder bestimmt sein, da hierfür in beteiligten Kreisen ein besonderes Bedürfnis besteht“. Zugleich hatte sie sich für ihr Vorhaben der Unterstützung durch die Jüdische Gemeinde Potsdam und der Zentralwohlfahrtsstelle der Juden in Deutschland versichert.
Gertrud Feiertag eröffnete am 1. Mai 1931 ihr Landschul- und Kinderheim Caputh ohne formelle Genehmigung. Diese folgte erst am 8. September 1931 und enthielt nicht die Genehmigung für den Betrieb einer privaten Volksschule, da dafür eine andere Behörde zuständig war. Dass dieser Schulbetrieb in einer rechtlichen Grauzone dennoch aufgenommen und über die Jahre fortgeführt wurde, „sollte sich dann später, nach der Machtergreifung durch die Nationalsozialisten, als es um die dringend notwendig gewordene Unterbringung und Vorbereitung auf das Exil für Kinder jüdischer Herkunft aus ganz Deutschland ging, als sehr verhängnisvoll und für das Weiterbestehen des Heimes gefährdend herausstellen“.
Zum Zeitpunkt der Eröffnung lagen 12 Anmeldungen vor; bis zum Winter 1932 stieg die Zahl der Heimkinder auf etwa 40. Dies entsprach in etwa der von Feiertag angestrebten Obergrenze. Einige der Kinder besuchten auch weiterhin eine externe Schule. Als Leiter der Heimschule hatte Gertrud Feiertag den Pädagogen Fridolin Friedmann eingestellt. Der Heimbetrieb bot auch die Möglichkeit, Haushaltsschülerinnen auszubilden.

## Pädagogische Konzeption
Nach der Autorin Hildegard Feidel-Mertz war es das Neue und Andere an Gertrud Feiertags Konzeption, „dass sie als Sozialpädagogin 1931 von vornherein ihr Heim mit einer Schule verband. Es handelte sich zunächst um eine vierklassige Grundschule, die u. a. mit Montessorimaterial und im Geiste heutiger Unterrichtsmethoden arbeitete“. Gerade weil Feiertag aus der Sozialpädagogik kam, waren ihre Vorstellungen von einem Landerziehungsheim aber auch anders akzentuiert:

„Wenn FEIERTAG dagegen von einem Landerziehungsheim spricht, benutzt sie einen mitunter noch heute regional gebräuchlichen Begriff, der ihr als Sozialpädagogin aus der Fürsorgeerziehung vertraut gewesen ist und Einrichtungen meinte, die seinerzeit in der Regel keine schulische Betreuung einschlossen. Insofern geht sie - im Unterschied zur klassischen Landerziehungsheim-Pädagogik - nicht von Defiziten der Schulpädagogik, sondern der Heimerziehung aus und weist ihrem ‚jüdischen Landerziehungsheim‘ eine Aufgabe zu, die von keinem anderen jüdischen Heim in dieser Art bisher erfüllt worden ist. […] Ihre ganzheitliche Sichtweise veranlasst sie zu dieser entscheidenden konzeptionellen Innovation, die nach 1933 die Voraussetzung dafür ist, dass aus dem Kinder-Landheim ein Land-Schulheim und ab 1936 auch explizit ein Jüdisches Landschulheim wird.“

Aus der nach Feidel-Mertz „klassischen Landerziehungsheim-Pädagogik“ kam dagegen Fridolin Friedmann, der schon an der Odenwaldschule und an der 1928 geschlossenen Samson-Schule gearbeitet hatte. Er war in Caputh für die schulische Arbeit verantwortlich und sah hier eine Chance, die ursprünglichen Ideen der Landerziehungsheime neu zu beleben – gerade auch nach der Machtergreifung. Nach seiner im November 1933 veröffentlichten Einschätzung „vollzieht sich gerade jetzt in den jüdischen Elternkreisen ein Anschauungswandel, der eine jüdische Bildungsstätte dieser Art wieder sehr viel näher an die ursprüngliche Zielsetzung der Landerziehungsheime heranrückt“. Sein darauf basierendes Programm fasst Joseph Walk wie folgt zusammen:

„Auch hier fanden sich viele dem Judentum fremde oder entfremdete Kinder und Jugendliche ein, denen in einem ›heilignüchternen‹ Milieu der Weg zu einer religiös-liberalen und zugleich nationaljüdischen Lebensauffassung und Lebensweise gewiesen wurde. Neben einem systematischen Sprachunterricht in für potentielle Auswanderungsländer wichtigen Fremdsprachen (Hebräisch, Englisch, Französisch und notfalls Spanisch) legte man in Caputh einen besonderen Wert auf die künstlerische Erziehung.“

Friedmann ging es jedoch nicht darum, im Unterricht nur „die jüdische Materie zu berücksichtigen“. Ihm ging es vielmehr um einen modifizierten Lehrplan, in dem der Stoff der staatlichen Lehrpläne um „die speziellen jüdischen Erziehungsaufgaben“ erweitert und deutsche Kultur zur jüdischen in Beziehung gesetzt wird. Am Beispiel des Faches Geschichte hieß das für ihn, dass die Schüler erkennen sollen, „daß die jüdische Geschichte mit der Geschichte der Menschheit ein Ausdruck jüdischen Schicksals und ein Spiegelbild jüdischen Wesens ist“.
Ausgehend von der notwendig werdenden Berufsumschichtung betonte Friedmann aber auch den Wert der praktischen Erziehung durch Werken, Garten- oder Hausarbeit. Die praktische Erziehung war für ihn aber auch ein Weg zur Realitätserfahrung, zum sich auseinandersetzen mit der Welt außerhalb des Landschulheims. „Das Landschulheim hat einer gefahrvollen Isolierung schon durch die bewußte Wahl des Ortes in der Nähe Berlins entgegengewirkt. Die Kinder sollen in keiner romantischen Abgeschlossenheit mehr aufwachsen und sie sollen die Ausstrahlungen des politischen Geschehens, die Wandlungen in der sozialen Struktur der deutschen Judenheit, überhaupt die entscheidenden Veränderungen der Zeit unmittelbar beobachten und verspüren, da sie keinesfalls bei ihrer künftigen Lebensgestaltung diese mächtigen Faktoren werden ausschalten können.“ Diese äußere Realitätserfahrung soll bestärkt werden durch aktive Teilhabe am internen Gemeinschaftsleben und das dadurch ermöglichte Kennenlernen der „eigentümlichen Gesetzmäßigkeiten eines Gemeinwesens“. Diese wiederum „lassen in eine Gemeinschaft, die ihrem Wesen nach das, was sein soll, zu betonen hat, das notwendige Maß dessen, was ist, einströmen. Nur in solchem Gleichgewicht bildet sich eine Jugend, die sich jeden Fußbreit Boden ihrer künftigen geistigen und materiellen Existenz ›heilignüchtern‹ wird erkämpfen müssen“.

Pädagogische Grundsätze können im schulischen Alltag mitunter auf eine harte Probe gestellt werden, und zu den „äußeren Realitätserfahrungen“, die als das, „was ist“, in das Schulgeschehen einströmen, gehörten auch die Besuche der Schulaufsichtsbehörde. So heißt es denn in einem Bericht des Kreisschulrats vom 10. Dezember 1936 über den von ihm überprüften Geschichtsunterricht:

„Im Geschichtsunterricht wurde neben alter Geschichte auch der Verlauf der deutschen Geschichte bis in die Neuzeit gezeigt. Aus der Gegenwart wurden Fragen behandelt, die der Jude kennen muß, wenn er sein Leben – zunächst innerhalb der deutschen Reichsgrenze und später außerhalb derselben – gestalten will. (Nürnberger Gesetze pp.).
Durch eigenes Eingreifen überzeugte ich mich davon, ob, inwieweit und mit welchem Erfolge und Ergebnis Tagesereignisse geschichtlicher oder politischer Art zur Besprechung gekommen sind. Ich habe festgestellt, daß es geschieht und daß die Art, in der es geschieht, vorsichtig ist.
Mein Gesamteindruck ist der, daß die Schularbeit so gestaltet wird, wie es von Fremdrassigen, denen Gastrecht gewährt wird, geschehen muß.“

## Die Jahre 1933 bis 1938
Nach der Machtergreifung ergab sich für die Schule eine völlig andere Situation. Nun versuchten immer mehr jüdische Eltern für ihre Kinder einen Platz an einer jüdischen Einrichtung zu finden, und in Caputh stieg die Zahl der Kinder und Jugendlichen bald auf 80 bis 90 an. Die dafür erforderlichen Lehrkräfte rekrutierten Feiertag und Friedmann aus der Schar der Lehrer, die aufgrund des Gesetzes zur Wiederherstellung des Berufsbeamtentums ihre Anstellung im staatlichen Schulwesen verloren hatten. Wie innerhalb der Schülerschaft galt aber auch für die Lehrerschaft: Die Fluktuation war groß. Seltener war der Grund hierfür der Wechsel an eine andere Schule, häufig aber der Aufbruch in die Emigration.

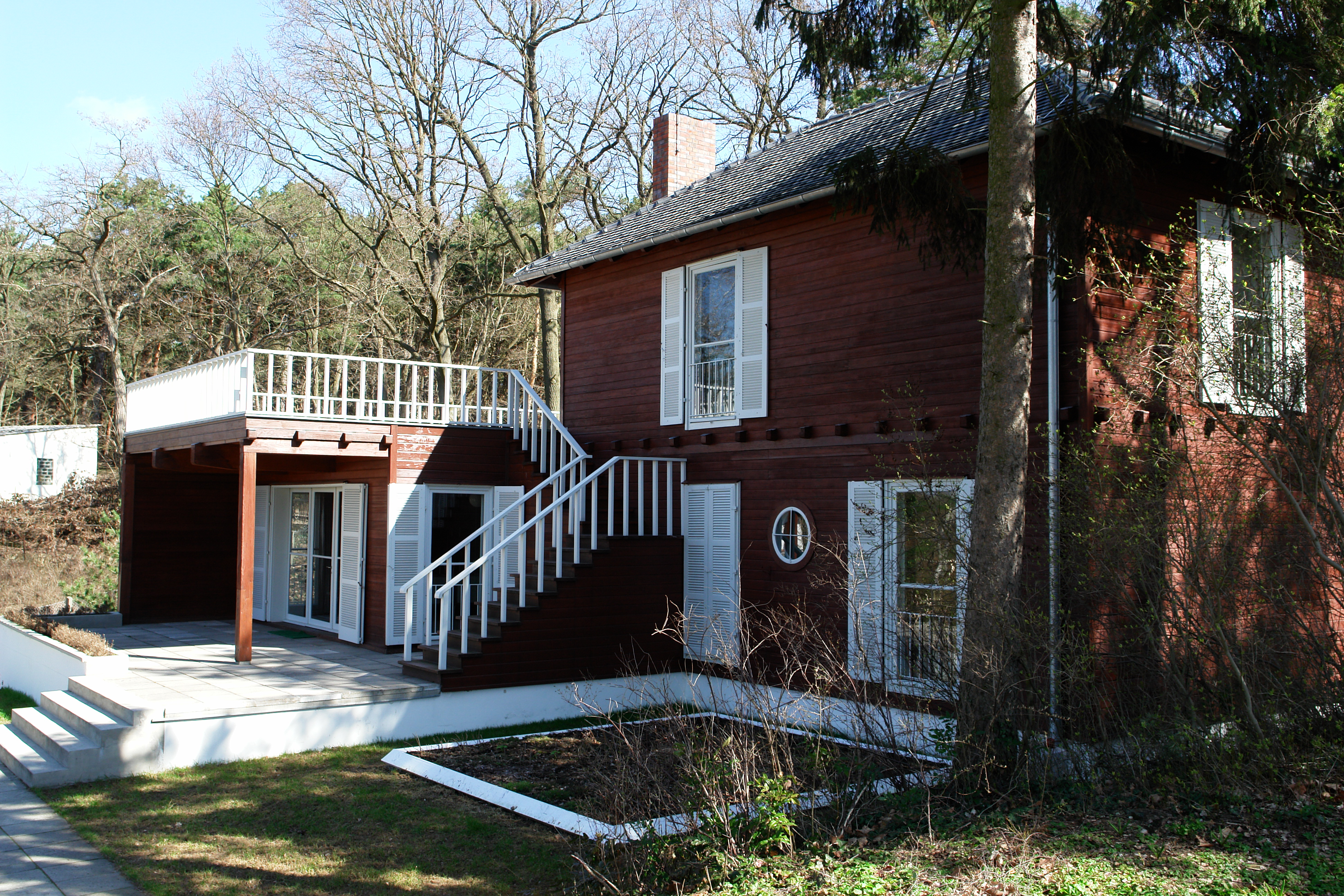
Einsteinhaus Caputh, Sommerhaus von Albert Einstein

Die Pflegegelder und das Schulgeld der Eltern bildeten die Basis der Finanzierung des Heims. Hinzu kamen Unterstützungen von jüdischen Wohlfahrts- und Pflegeämtern sowie Zuschüsse jüdischer Verbände. Häufig jedoch mussten auch die Kosten einzelner Kinder mitfinanziert werden, wenn deren Eltern nicht in der Lage waren, die erforderlichen Zahlungen zu leisten. Ein weiteres Problem war der steigende Platzbedarf. Im Laufe der Zeit wurden bis zu acht weitere Grundstücke und Gebäude dazugemietet, darunter zeitweilig auch ein Albert Einstein gehörendes Sommerhaus, das spätere Einsteinhaus Caputh.
1935 kam heraus, dass bislang keine Genehmigung für den Betrieb einer privaten Volksschule vorlag (siehe oben). Ein Antrag auf nachträgliche Genehmigung wurde vom zuständigen Kreisschulrat befürwortet, da dieser verhindern wollte, dass jüdische Kinder die evangelische Schule in Caputh besuchten. Der Landrat dagegen wollte das gesamte Heim weghaben. Die Angelegenheit blieb zunächst in der Schwebe, doch am 1. März 1936 drängten Feiertag und Friedmann auf eine Entscheidung, da sie für das an Ostern beginnende neue Schuljahr mit weiteren Kindern für ihre Einrichtung rechneten. Ausgerechnet die Verabschiedung der Nürnberger Gesetze führte zu einer positiven Klärung. Da durch diese auch festgeschrieben worden war, dass jüdische Kinder nur noch in besonderen Schulen unterrichtet werden sollen, gebot es die nationalsozialistische Logik, eine private Schule für jüdische Kinder zu genehmigen. Am 16. Juni 1936 erging der Bescheid zur nachträglichen Genehmigung der Schule, „in der nur nichtarische Kinder beschult werden dürfen“.
Unabhängig davon war das Landschulheim auch antijüdischen Anfeindungen ausgesetzt, die sich sowohl gegen die Kinder, als auch gegen die Gebäude richteten. Ein Überfall ereignete sich im Mai 1934, ein weiterer am 19. Februar 1936. In beiden Fällen kam es nur zu Sachbeschädigungen, und Gertrud Feiertag war so mutig, von den Behörden die Verfolgung der Täter einzufordern. Vergeblich, wie sich zeigte, denn die Taten wurden als Ausdruck des berechtigten Volkszorns gegen die in Caputh als „Judenheim“ diffamierte Einrichtung abgetan und nicht weiter verfolgt. Ebenfalls Anfang 1936 mussten sämtliche Bewohner im Laufe einer Stunde nach Berlin hinausgeschleust werden: „Die Leiterin war durch ihre wohlgesonnene arische Angestellte rechtzeitig vor einem geplanten Überfall der Hitlerjugend, die im benachbarten Potsdam ein Treffen hatte, benachrichtigt worden. Zum Glück blieb es bei der bloßen Drohung, so daß der Unterricht schon am nächsten Tag seinen ungestörten Fortgang nehmen konnte“.
Trotz der antisemitischen Übergriffe versuchten die Nationalsozialisten auch, das Landschulheim Caputh propagandistisch für ihre Zwecke zu nutzen. Anlässlich der Olympischen Sommerspiele 1936 wurde die Einrichtung „japanischen Besuchern von den Machthabern als ein Beispiel jüdisch-autonomer Erziehung im Dritten Reich vorgeführt“. 1937 durfte der Lehrer Karl Kindermann zusammen mit einer ausgewählten Schülergruppe auf Einladung des griechischen Königs Athen besichtigen.
Ebenfalls 1937 verließ Fridolin Friedmann das Landschulheim Caputh und ging an die Jüdische Oberschule Berlin. Sein Nachfolger als Schulleiter wurde Ernst Ising. Er sah sich einem sich steigenden Druck auf das Landschulheim ebenso gegenüber wie einer sich verschärfenden Situation. Umso bemerkenswerter ist es, dass sowohl er als auch Gertrud Feiertag immer wieder Versuche unternahmen, den Behörden Erleichterungen und Zugeständnisse abzutrotzen. Ablehnungen und Zurückweisungen folgten umgehend. Der Staat habe keine Veranlassung, derartige Einrichtungen zu fördern, die gestellten Anträge seien anmaßend, und so weiter.

## Das Ende des Landschulheims
Trotz der Repressalien, denen sich das Landschulheim von außen ausgesetzt sah, bezeichneten Schüler und Lehrer ihren Aufenthalt in Caputh als ein Leben im „Paradies“, umgeben von einer „Aura von Schönheit und Glückseligkeit“. Das Ende kam mit den Novemberpogromen 1938. Ortsansässige Nationalsozialisten, darunter Lehrer und aufgehetzte Jugendliche machten sich auf den Weg, die im Landschulheim ansässigen Juden zu vertreiben. Unterstützt wurden sie von SA-Leuten, die sich daran machten, die Einrichtungen der vom Landschulheim belegten Häuser zu verwüsten. „Den Heimbewohnern blieben nur wenige Minuten, um Weniges zusammenzusuchen und aus Caputh – für viele von ihnen für immer – wegzugehen. Gertrud Feiertag, Ernst Ising und mit ihnen alle anderen Lehrer und Erzieher hatten schon lange vor diesem Novembertag mit ihrer Vertreibung aus diesem kleinen (Schein-)Paradies inmitten einer immer kälter werdenden vom Antisemitismus der deutschen „Herrenrasse“ verseuchten Atmosphäre gerechnet.“
Die Lehrerinnen und Lehrer begleiteten die Kinder noch am 10. November 1938 in kleinen Gruppen nach Berlin und brachten sie provisorisch in Privatwohnungen unter. In der Folgezeit versuchten Gertrud Feiertag, Lehrer und auch Eltern immer wieder Sachen aus Caputh zu retten. Gertrud Feiertag versuchte mit den Behörden über Schadenersatzansprüche zu verhandeln und erstattete Anzeige wegen der Plünderungen, an denen sich auch Bewohner Capuths beteiligt hatten. Die Ermittlungen verliefen  im Sande.
Am 15. November 1938 hatte Ernst Ising dem Kreisschulrat mitgeteilt, dass das Landschulheim seit dem 11. November geschlossen sei. Die Autoren Feidel-Mertz und Paetz lassen offen, ob dies in Absprache mit Gertrud Feiertag geschehen war, denn als diese einige Tage später brieflich um einen Termin bei den Behörden nachsuchte, um über das Landschulheim und dessen Zukunft noch einmal zu verhandeln, erhielt sie keine Antwort mehr. Kreisschulrat und Potsdamer Regierung waren sich einig, dass sich mit dem Schreiben Isings die Frage von selbst erledigt habe.
Da jüdischen Kindern inzwischen der Besuch einer staatlichen Schule nicht mehr gestattet war, sah sich der „Reichs- und Preußische Minister für Wissenschaft, Erziehung und Volksbildung“ am 15. November 1938 veranlasst, in einem Erlass festzustellen, „daß die bisherigen Schuleinrichtungen für Juden bis auf weiteres aufrecht erhalten bleiben“ müssen. Das zwang auch die Behörden in Potsdam, sich noch einmal mit dem Landschulheim Caputh und dessen ehemaliger Leiterin, die inzwischen in Berlin wohnte, zu beschäftigen. Gertrud Feiertag teilte in einem Schreiben vom 26. Februar 1939 dem Kreisschulrat mit: „Auf die Rückfrage teile ich mit, daß ich nicht in der Lage bin, das Jüdische Landschulheim Caputh wieder zu eröffnen. Es ist daher auch nicht mit der Wiederaufnahme des Schulunterrichts zu rechnen“.
Gertrud Feiertags Haus in Caputh ging 1940 in den Besitz der Stadt Berlin über und wurde vom Bezirksbürgermeister von Zehlendorf dazu benutzt, dort das Heilerziehungsheim Caputh einzurichten, in dem schwererziehbare und psychopathische Mädchen untergebracht und unterrichtet wurden.

## Die Schülerschaft des Landschulheims
In Caputh überwogen Kinder, die aus dem assimilierten jüdischen Bürgertum Berlins stammten. Gleichwohl gab es für viele von ihnen keinen gesicherten familiären Rahmen, weshalb das Landschulheim für sie auch die soziale Funktion einer Familie übernehmen musste. „Eltern befinden sich in der beruflichen und sozialen Umstellung, Familien bereiten ihre Auswanderung vor, Kinder sollen in einem Milieu erzogen werden, das möglichst jüdisch geschlossen ist – all dies sind neue Motive, die dazu Veranlassung geben, Jugendliche außerhalb der Familie zu erziehen und ihnen daher die Möglichkeit zu verschaffen, im Rahmen einer Jugendgemeinschaft für kürzere oder längere Zeit zu leben.“
Diese familiäre Ausgangssituation bedingte eine hohe Fluktuation innerhalb der Schülerschaft, aber auch deren schnelles Wachstum ab 1933.
| Jahr          | Kinder 1 | Lehrer   |          | Klassen 2  |           |
|               |          | männlich | weiblich | Grundstufe | Oberstufe |
| ------------- | -------- | -------- | -------- | ---------- | --------- |
| 1931          | 12 (2)   | 1        | 1        |            |           |
| 1932          | 40       | 1        | 2        |            |           |
| 1933          | 31       | 2        | 2        |            |           |
| 1934          | 63       | 3        | 3        | 4          | 3         |
| 1935 (Januar) | 88 (7)   | 4        | 4        | 4          | 4         |
| 1935 (April)  | 72 (8)   | 3        | 2        | 4          | 5         |
| 1936          | 88 (11)  | 2        | 6        | 4          | 6         |
| 1938          | 94       | 5        | 7        | 4          | 6         |

Die Entwicklung der Schülerzahlen und der aus der Tabelle ersichtliche Höchststand zwei Monate vor der Pogromnacht, „ist nicht allein als Fluchtbewegung aus der Reichshauptstadt zu deuten. Bis 1934 stammten die Kinder überwiegend aus Berlin, ab 1935 immerhin ein Drittel aus 24 anderen Städten. Auch die Altersstruktur hatte sich zugunsten der älteren Schüler verschoben, so daß die Schulleitung eine Anerkennung als voll ausgestaltete Mittelschule mit dem Recht der Zeugniserteilung für die mittlere Reife anstrebte. Obwohl die Begründung, ein Abschlußzeugnis wäre für bestimmte Berufe im Ausland wichtig, stichhaltig war, kam der Antrag viel zu spät. 1938 hatte das Erziehungsministerium nicht mehr die Absicht, über das bloße Duldungsprinzip hinauszugehen.“

## Lehrkräfte und sonstiges Personal
„Die Lehrer und Lehrerinnen, sowie die Erzieherinnen / Hausmütter wechselten in der Caputher Einrichtung sehr oft. Nur wenige von ihnen blieben über einen längeren Zeitraum. Genau wie für viele der Kinder Caputh nicht nur eine Schule, sondern zugleich den Vorbereitungsort für die Auswanderung darstellte, so war auch für die Erwachsenen das Heim und die Schule eine Zwischenstation auf der Flucht vor der faschistischen Barbarei.“ Da sich nur für Gertrud Feiertag ein Eintrag im Gedenkbuch an die Opfer des Holocaust fand, vermuten die Autoren Feidel-Mertz und Paetz, „daß dem überwiegenden Teil der Angestellten des Jüdischen Landschul- und Kinderheimes Caputh die Flucht ins Ausland gelungen ist“. Beispielhaft werden folgende Angestellte beschrieben:
- Die Geschwister Friedel und Robert Alt unterrichteten 1933 nur für kurze Zeit in Caputh. Robert kam von der Karl-Marx-Schule (Berlin-Neukölln), die er aufgrund des Berufsbeamtengesetzes (BBG) hatte verlassen müssen. Er wurde später Erziehungswissenschaftler und Hochschullehrer in der DDR und war von 1954 bis 1958 Mitglied des Zentralkomitees (ZK) der SED.
- Alice Bergel
- Louise Bernays war die erste Lehrerin, die Gertrud Feiertag 1931 eingestellt hatte; sie verließ Caputh aber wahrscheinlich bereits 1932 wieder.
- Hilde Blumenfeld (* 21. August 1909 in Hanau) blieb nur bis April 1934 in Caputh und unterrichtete vorwiegend in der Grundstufe jüdische Religion und Musik. Ihrem kurzen Gastspiel in Caputh folgten Unterrichts- und Beratungstätigkeiten an der Jüdischen Mädchenschule in der Auguststraße in Berlin, bevor sie 1936 nach Palästina auswanderte.
- Eva Bruch war Gertrud Feiertag bekannt von ihrer Tätigkeit in dem Kinder-Erholungsheim der Zion-Loge U.O.B.B. auf Norderney. Von wann bis wann sie dann in Caputh mitgearbeitet hat, ist nicht belegt.
- Rudi Bruch war Rechtsanwalt, arbeitete im Büro in Caputh und nahm am Gemeinschaftsleben teil.
- Hans Eppstein
- Gerda Epstein (*  in Nürnberg) arbeitete mehrere Jahre im Büro des Landschulheims.
- Martha Friedländer unterrichtete nach ihrer Zeit in Caputh in Östrupgaard, dem dänischen Exil des Landerziehungsheims Walkemühle.
- Sophie Friedländer. Sie hat die Erinnerung an Gertrud Feiertag und an die pädagogische Wirklichkeit von Caputh wach gehalten hat. Bereits 1983 erschien ihr Text über das verlorene Paradies Caputh in dem von Hildegard Feidel-Mertz herausgegebenen Band Schulen im Exil.
- Fridolin Friedmann
- Ernst Ising
- Hilde Jarecki
- Hans Keilson
- Karl Kindermann
- Eva Landsberger (* 6. Januar 1906 in Breslau – † 1992 in Israel) war die Tochter eines jüdischen Kaufmanns und besuchte das Lyzeum in Breslau. 1933, vermutlich ab Herbst, war sie als Musik- und Zeichenlehrerin in Caputh tätig. 1935 ging sie an eine Schule in Italien und kehrte von dort wieder nach Caputh zurück.
- Fränze Mannheimer war eine langjährige Freundin von Gertrud Feiertag und hatte mit der schon im Kinder-Erholungsheim der Zion-Loge U.O.B.B. auf Norderney zusammengearbeitet. Sie war über viele Jahre hinweg die Hausmutter von Caputh und wanderte 1939 nach Palästina aus.[17]

## Erinnerung

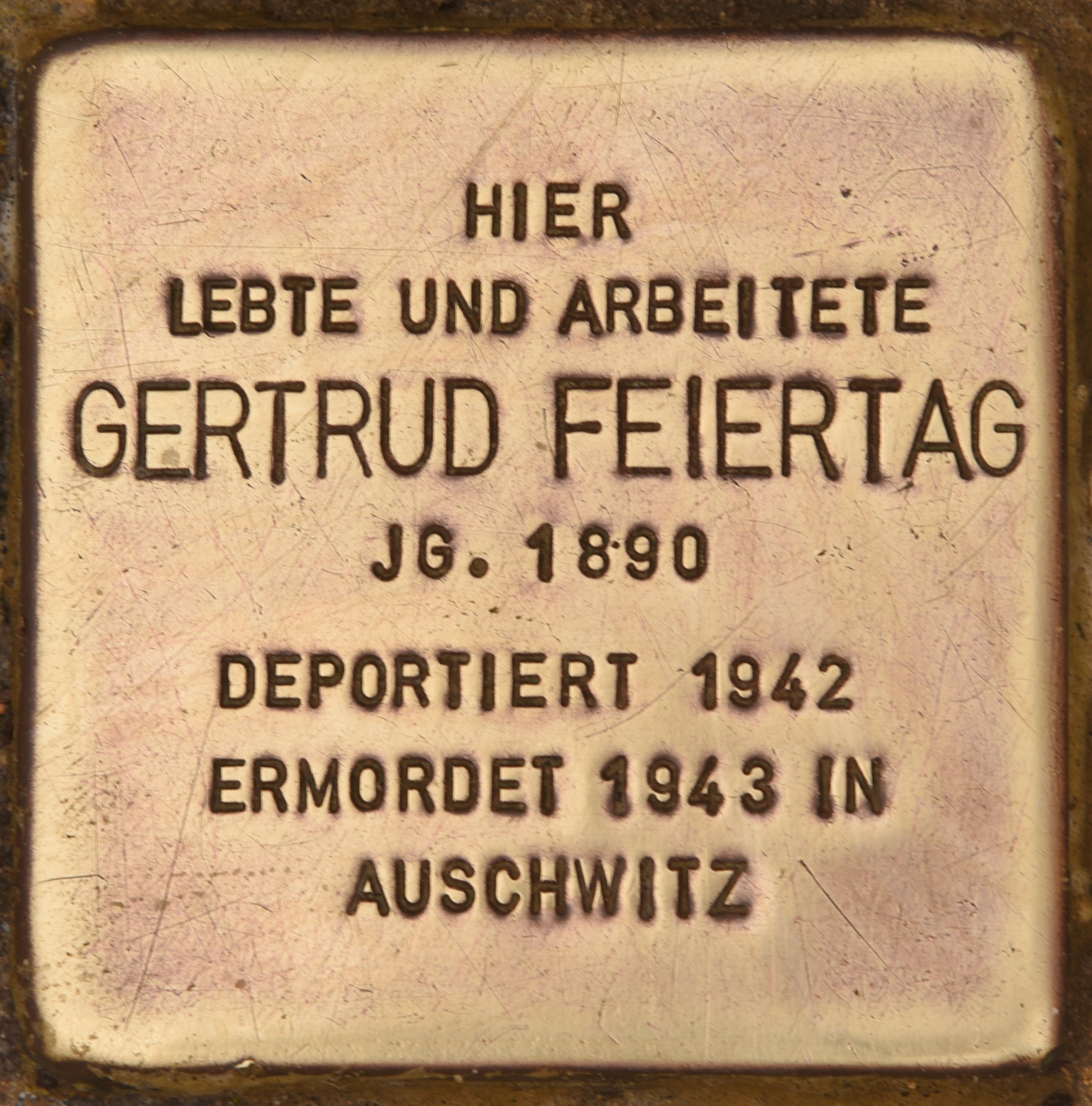
Stolperstein in Caputh

- An eine besondere Ehrung aus dem Jahr 1970 erinnert Sophie Friedländer: „Das Geschenk eines Segelbootes an einen Kibbuz in Israel, gestiftet von ehemaligen Caputhern aus aller Welt zu dem Geburtstag, der ihr 80. gewesen wäre, soll unsere Dankbarkeit für die Seele von Caputh erhalten.“[19]
- Heute ist im ehemaligen Jüdischen Kinder- und Landschulheim ein Kinderheim untergebracht, das 1986 nach Anne Frank benannt wurde. Im November 2008 erfolgte in Gedenken des 70. Jahrestages der Pogrome von 1938 eine Umbenennung der sozialen Einrichtung in Jugendhilfezentrum Gertrud Feiertag.[20][21]
- In Caputh wurde eine Straße nach Gertrud Feiertag als Gertrud-Feiertag-Weg benannt.
- 2009 wurde in der Potsdamer Straße in Caputh, am Eingang zum Jugendhilfezentrum, ein Stolperstein zur Erinnerung an Gertrud Feiertag eingelassen.[22][23]
- 2018 wurde in Potsdam eine von Schülern des Humboldt-Gymnasiums unter dem Titel „Erinnern an das Erinnern“ gestaltete Ausstellung über das Landschulheim Caputh durchgeführt. Darin wurde auch die Biografie von Gertrud Feiertag präsentiert.[24]